# 2931 Маяковський
2931 Маяко́вський (2931 Mayakovsky) — астероїд головного поясу, відкритий 16 жовтня 1969 року, названий на честь радянського поета В.В. Маяковського.
Тіссеранів параметр щодо Юпітера — 3,293.